# Massarina thalassioidea
Massarina thalassioidea är en svampart som beskrevs av K.D. Hyde & Aptroot 1998. Massarina thalassioidea ingår i släktet Massarina och familjen Massarinaceae.   Inga underarter finns listade i Catalogue of Life.